# Онглар-Нозак
Онглар-Нозак (фр. Anglars-Nozac) насеље је и општина у јужној Француској у региону Миди Пирене, у департману Лот која припада префектури Гурдон.
По подацима из 2011. године у општини је живело 321 становника, а густина насељености је износила 32,66 становника/km². Општина се простире на површини од 9,83 km². Налази се на средњој надморској висини од 147 метара (максималној 303 m, а минималној 117 m).

## Демографија
| 1962. | 1968. | 1975. | 1982. | 1990. | 1999. | 2011. |
| ----- | ----- | ----- | ----- | ----- | ----- | ----- |
| 263   | 283   | 222   | 243   | 276   | 260   | 321   |

График промене броја становника у току последњих година